# Kanton Verdun-1
Verdun-1 is een kanton van het Franse departement Meuse en maakt deel uit van het arrondissement Verdun. Het kanton is door toepassing van het decreet van 17 februari 2015, op 22 maart 2015 gevormd toen het toenmalige kanton Verdun-Ouest werd opgeheven. Het kanton werd, net als het oude, gevormd door gemeente Sivry-la-Perche en deel van Verdun, alleen werd Verdun anders opgedeeld waardoor het oude kanton niet geheel overeenkomt met het nieuwe.

## Gemeenten
Het kanton Verdun-1 omvat de volgende gemeenten:
- Sivry-la-Perche
- Verdun (deels)